# トイビン県
トイビン県（トイビンけん、ベトナム語：Huyện Thới Bình / 縣太平?）は、ベトナム社会主義共和国カマウ省の県。面積は636.39km²、人口は135,966人（2017年）である。

## 行政区画
以下の1市鎮11社から構成される。
- トイビン市鎮（Thới Bình / 太平）
- ビエンバック社（Biển Bạch / 𤅶白）
- ビエンバックドン社（Biển Bạch  Đông / 𤅶白東）
- ホーティーキー社（Hồ Thị Kỷ / 胡氏紀）
- タンバン社（Tân Bằng / 新朋）
- タンロック社（Tân Lộc / 新祿）
- タンロックバク社（Tân Lộc Bắc / 新祿北）
- タンロックドン社（Tân Lộc Đông / 新祿東）
- タンフー社（Tân Phú / 新富）
- トイビン社（Thới Bình / 太平）
- チールック社（Trí Lực / 智力）
- チーファイ社（Trí Phải / 智沛）